# 琉球漢文文獻
琉球漢文文獻是琉球古代以漢文書寫的文獻，因此大部分書籍多以漢字寫成。甚至後來與歐美各國簽訂條約都以漢字文本為主。

## 寫作與保存
有關其漢文文獻作者有自中華赴琉球的使臣，也有琉球當地士族。然對於文獻的保存，琉球可是多災多難，戰爭常造成琉球刊行書籍散失的原因。像是薩摩之亂造成尚寧王時代之前琉球漢詩不傳，與二戰末期沖繩島戰役導致《歷代寶案》、蔡大鼎《漏刻樓集》焚燬等。
就近年來整理的相關琉球以漢文為主文獻史料來說，約略有幾種：
1. 周憲文主編之《臺灣文獻叢刊》，曾收入一些相關琉球漢文文獻史料  。如臺灣文獻叢刊的第287種《使琉球錄三種》、第292種《清代琉球記錄輯集》、第293種《琉球國志略》、第299種《清代琉球記錄續集》與第306種《中山傳信錄》數編。另外《臺灣文獻叢刊外編》有《琉球寶案選輯》一種。
2. 中國歷史檔案館主編之《清代中琉關係檔案》，總共有六編。是中國第一歷史檔案館館藏明清時期的中央政府歷史檔案中相關中琉關係檔案。其包括有內閣、軍機處、內務府等機構相關檔案、奏摺、上諭等。其內容包括封貢、國子監入學、琉球航線與琉球船難等資料。
3. 北京圖書館（中國國家圖書館）主編之《國家圖書館藏琉球資料匯編》（全三冊，黃潤華、薛英編，北京：北京圖書館出版社，2000年10月）與《續編》（上、下二冊，北京圖書館出版社編，北京：北京圖書館出版社，2002年10月）。裡面包括有相關詩文選輯者，正編有《琉球記（附中山詩集）》、《中山沿革志（附中山詩文）》、《中山傳信錄（附贈送詩文）》、《琉球詩錄》（道光24年刊本，集孫衣言所評）、《琉球詩課》。續編有《琉球詩錄》（同治間刊本，集徐幹所評林世功兄弟）、《古琉球吟》等。
4. 《歷代寶案》（臺北：國立臺灣大學，1972）：其全部以漢文寫成，為琉球王國在明清時期（明永樂23年[1424]至清同治6年[1867]）與中國、東亞地區進行朝貢、貿易的文書總稱，為研究明清朝貢貿易與琉球史的重要史料，也是台灣大學圖書館的著名收藏。《歷代寶案》原藏琉球王府，以後有各種傳抄本，其中以台北帝國大學於1930年代所抄者數量最多。第二次世界大戰末期，琉球所藏之《歷代寶案》毀於戰火，台灣大學之抄本從此成為宇內最重要之副本。